# معتقل سوزيني
معتقل سوزيني مركز احتجاز فرنسي في الجزائر اشتهر بكونه مركز تعذيب أنشئ خلال الحرب الجزائرية.
يقع المعتقل في بلدية حيدرة ضمن إقليم ولاية الجزائر.

## التصنيف
تسعى وزارة المجاهدين الجزائرية إلى تصنيف هذا المعتقل كمعلم تاريخي وتحويله إلى متحف لتاريخ الولاية الرابعة التاريخية كما هو حال معتقلي مزرعة غوتييه ومعتقل موران.

## مجاهدون معذبون
- محمد شارف الجزائري (1908-2011)[6]
- إبراهيم بوسحاقي (1912-1997)[7]
- محمد سحنون (1931-2018)[8]
- لويزة إغيل أحريز (1936-)[9]
- نفيسة حمود (1924-2002)[10]
- آنا غريكا (1931-1966)
- نسيمة هبلال [العربية] (1928-2013)[11]
- فاطمة زكال [العربية] (1928-1990)[12]
- جانين بلخوجة [العربية] (1928-2013)[13]
- شفيقة مسلم (1934-2000)[13]
- فاطمة بن عصمان (1930-1990)[14]
- زهية ظريف[13]

## روابط خارجية
- الموقع الرسمي لوزارة المجاهدين بالجزائر
- معتقل سوزيني - خرائط جوجل
- معتقل سوزيني - ويكيمابيا